# Elmer Grant Gilbert
Elmer Grant Gilbert é um engenheiro aeroespacial estadunidense.
É professor emérito de engenharia aeroespacial da Universidade de Michigan.
Membro da Academia Nacional de Engenharia dos Estados Unidos, foi laureado em 1994 com o Prêmio Sistemas de Controle IEEE e em 1996 com o Prêmio Richard E. Bellman.